# Roland Emmerich
Roland Emmerich (n. 10 noiembrie 1955) este un regizor, producător de film și scenarist german născut la Stuttgart, care activează mai mult în domeniile acțiune și dezastru. Filmele sale, dintre care majoritatea au fost produse la Hollywood, au adunat pe plan mondial mai mult de 3 miliarde de dolari, aducându-l pe locul al 14-lea în topul celor mai profitabili regizori ai tuturor timpurilor.
Cariera sa în industria filmului a început cu The Noah's Ark Principle, parte a tezei sale de doctorat și cu fondarea, împreună cu sora sa, a companiei Centropolis Entertainment în 1985. Printre filmele regizate de el se numără: Soldatul universal (1992) - cu Jean-Claude Van Damme, Stargate (1994) - cu Kurt Russell, Ziua Independenței (1996) - cu Will Smith, Godzilla (1998), Patriotul (2000) - cu Mel Gibson, Unde vei fi poimâine? (2004) - cu Dennis Quaid, 2012 (2009).
Emmerich este colecționar de artă și militant activ pentru comunitatea homosexualilor, el însuși fiind homosexual declarat, precum și în probleme legate de încălzirea globală și egalitatea drepturilor.

## Tinerețea și cariera
Emmerich s-a născut la Stuttgart, Germania, într-o familie de evrei și a crescut în orașul vecin Sindelfingen. În adolescență a călătorit mult prin Europa și America de Nord, în vacanțe finanțate de tatăl său, Hans, fondatorul prosper al unei companii producătoare de mașinării de grădinărit. În 1977 a început să urmeze cursurile Universității de Televiziune și Film din München, cu intenția de a deveni producător. Totuși, după ce a vizionat Războiul stelelor, și-a schimbat opțiunea și a ales cursul de regie al școlii. Deoarece în 1981 trebuia să realizeze un scurt metraj ca teză de doctorat, el a scris și regizat lung-metrajul The Noah's Ark Principle, carea avea să deschidă în cele din urmă a 34-a ediție a Festivalului Internațional de Film de la Berlin din 1984.
În 1985 a fondat împreună cu sora sa, producătoarea Ute Emmerich, Centropolis Film Productions (devenit între timp Centropolis Entertainment) și a regizat filmul său major de debut, o fantezie intitulată Joey. Ulterior a mai regizat comedia Hollywood-Monster (1987) și filmul SF Moon 44 (1990). Acestea au fost difuzate doar în țara sa și în țările vecine, deși Emmerich a filmat în Anglia și a încălcat stilul convențional german în încercarea de a accesa o piață mai largă. Așa se face că Moon 44 a fost lansată direct pe DVD în SUA la începutul anului 1991. În cele din urmă, Joey și Hollywood-Monster au fost lansate și ele pe DVD în SUA (cu titlurile Making Contact și, respectiv, Ghost Chase), dar doar după ce Emmerich și-a dobândit celebritatea în America.

## Regizor la Hollywood

### Anii 1990
Producătorul Mario Kassar l-a invitat pe Emmerich în Statele Unite pentru a regiza un film de acțiune futurist intitulat Isobar. Dean Devlin, care a apărut în Moon-44, i s-a alăturat lui Emmerich pentru scenariu și producție și a rămas alături de acesta până în anul 2000. Emmerich a refuzat să regizeze filmul după ce producătorii au respins versiunea rescrisă a scenariului realizată de Devlin, iar proiectul Isobar a fost în cele din urmă abandonat. Emmerich a fost angajat în schimb pentru a-l înlocui pe regizorul Andrew Davis în filmul de acțiune Soldatul universal. Filmul a fost lansat în anul 1992 și a dar naștere unei serii care, până la această dată, cuprinde șase filme.
În continuare, Emmerich s-a ocupat de filmul SF Stargate. La vremea aceea, filmul a stabilit un record al încasărilor la lansare dintre filmele difuzate în luna octombrie. El a devenit un succes comercial mai mare decât a anticipat industrial filmului, și a dat naștere unei francize extrem de populare.
Emmerich a regizat apoi Ziua independenței, un film care prezintă o invazie extraterestră și care a fost lansat în 1996, devenind primul film care încasează 100 de milioane de dolari în mai puțin de o săptămână și unul dintre cele mai de succes filme din toate timpurile,, ocupând la un moment dat chiar locul al doilea la nivel mondial în ceea ce privește încasările. Emmerich și Devlin au realizat apoi serialul de televiziune The Visitor, care a fost difuzat de Fox Network între 1997 și 1998, fiind abandonat după doar un sezon.
Următorul său film, Godzilla, a fost lansat în 1998. O campanie intensă de promovare și marketing a generat un interes uriaș în lunile scurse până la lansarea filmului. Acesta a avut succes comercial, dar critica a fost amestecată, fiindu-i decernate premiul Saturn pentru cele mai bune efecte speciale, premiul BMI pentru muzică de film și premiul audienței pentru cel mai bun regizor la premiile filmului european, dar și Zmeura pentru cel mai prost remake sau cea mai proastă continuare. Pe Rotten Tomatoes filmul a primit o cotație de 26%.

### Anii 2000
Luând o scurtă pauză de la genul science fiction, Emmerich a regizat în continuare epopeea revoluției americane Patriotul). Unul dintre cele patru filme regizate de Emmerich la care el n-a contribuit la scenariu (celelalte fiind Soldatul universal, Anonymous și White House Down), filmul a avut parte de succes comercial și de aprecierile criticii, fiind până azi filmul lui Emmerich cu cea mai bună primire din partea criticii. După ce a făcut echipă cu un nou scenarist, Harald Kloser, Emmerich a revenit la regizarea filmelor de aventuri pline de efecte vizuale cu Unde vei fi poimâine?, un film despre dezastrul produs de sosirea rapidă a erei glaciare cauzată de încălzirea globală. La puțin timp după aceea a fondat Reelmachine, altă companie producătoare de filme cu sediul în Germania.
În 2008, Emmerich a regizat 10,000 BC, un film despre călătoria unui trib preistoric de vânători de mamuți. Deși a avut succes comercial, filmul a fost considerat de critici cel mai proastă realizare a lui Emmerich și una dintre cele mai proaste pelicule ale anului. Emmerich a fost ales să regizeze un remake al filmului SF din 1996 Călătorie fantastică, dar proiectul s-a întors la faza de pre-producție. În 2009, Emmerich a regizat 2012, un film apocaliptic bazat pe teoria conspirației referitoare la prezicerea sfârșitului lumii de către civilizația maiașă pe 21 decembrie 2012. În ciuda recenziilor amestecate, filmul a devenit al doilea cel mai profitabil film al lui Emmerich (după Ziua independeneței) și a fost aclamat de spectatori. De obicei, Emmerich termină producerea filmelor epice într-un interval de timp mai scurt și cu un buget mai mic decât le este necesar altor regizori.

### Anii 2010
Următorul film al lui Emmerich, Anonymous, lansat pe 28 octombrie 2011, pornește de la premisa că Edward de Vere, al 17-lea conte de Oxford, este adevăratul autor al pieselor și sonetelor lui William Shakespeare. După spusele lui Emmerich: „Este un thriller istoric deoarece vorbește despre cine îi va urma la tron Reginei Elisabeta și despre lupta oamenilor care vor să aibă un rol în asra. Pe de o parte avem Tudorii, iar de cealaltă Cecilii, iar între [ei] se află Regina. În cadrul acestei povești prezentăm modul în care piesele scrise de contele de Oxford au ajuns să fie atribuite lui 'William Shakespeare.'” Lansarea filmului Anonymous a coincis cu terminarea celui de-al 13-lea baktun, data care marchează baza empirică a filmului lui Emmerich 2012, aceasta fiind celebrată de indigenii maiași care au supraviețuit, în special de către populația Quiche.
Emmerich a regizat thrillerul de acțiune White House Down, care povestește despre un asalt realizat asupra Casei Albe de către o grupare paramilitară. Scenariul a fost scris de către James Vanderbilt și a fost achiziționat de Sony Pictures pentru 3 milioane de dolari în martie 2012. The Hollywood Reporter a numit afacerea „una dintre cele mai mari specule din ultima vreme”. Publicația a afirmat că scenariul seamănă „ca ton și tematică” cu filmele Greu de ucis , Air Force One și Olympus Has Fallen (2013). Emmerich a început filmările în iulie 2012 în La Cité Du Cinéma din Montreal, Quebec, Canada. Filmul a fost lansat în Statele Unite pe 28 iunie 2013.

### Critici
Criticat au comentat deseori faptul că filmele lui Emmerich se bazează prea mult pe efecte speciale și suferă de clișee verbale, narațiune șubredă, inadvertențe științifice și istorice, dezvoltare ilogică a intrigii și lipsa profunzimii personajelor. Emmerich a răspuns că asemenea critici negative nu-l deranjează, deoarece el dorește să furnizeze „divertisment de popcorn” pentru spectatori. Afirmând că este „un realizator de film, nu un om de știință”, el își creează propriile ficțiuni pe baza unor fapte istorice sau științifice reale pentru a-și face mesajul „mai incitant”.
Ca răspuns la acuzațiile de insensibilitate primite pentru includerea scenelor cu New York City distrus în Unde vei fi poimâine? la mai puțin de trei ani după atentatele din 11 septembrie 2001, Emmerich a pretins că era necesar să descrie acele evenimente pentru a justifica legătura care se formează acum între oameni în fața unui dezastru, lucru datorat evenimentelor din 11 septembrie. Când a fost acuzat că revine prea des la scene care prezintă orașe afectate de dezastre de proporții epice, Emmerich a spus că acesta este un mod justificat de a atrage atenția oamenilor în legătură cu încălzirea globală și cu lipsa pregătirilor guvernamentale pentru un posibil scenariu apocaliptic de genul celor prezentate în Unde vei fi poimâine? și 2012.
Recunoscând că a fost avertizat despre scăpările existente la Godzilla, Emmerich a admis că regretă acceptarea implicării în proiect. El a declarat că lipsa interesului pentru precedentele filme cu Godzilla, timpul scurt în care a promis că va finaliza filmul și refuzul studioului de a-l proiecta în fața unei audiențe-test au constituit factori care au afectat negativ calitatea produsului finit și a citat primul motiv pentru a justifica refuzul său de a regiza Spider-Man, deoarece nu se vedea entuziasmându-se pentru acest proiect, el nefiind niciodată atras de benzile desenate și de super-eroii SF. Cu toate acestea, Emmerich apără Godzilla, subliniind că filmul a fost extrem de profitabil și pretinzând că, dintre toate filmele lui, oamenii i-au spus că Godzilla a fost cel pe care ei și copiii lor l-au revăzut cel mai des.

## Viața personală și campanii
Emmerich deține proprietăți în Los Angeles, New York City, Londra și Stuttgart. Lui Emmerich îi place să-și decoreze locuințele într-un mod pe care-l caracterizează ca „având influențe străine”, împodobindu-le cu lucruri rare de la Hollywood, tablouri și portrete ale dictatorilor și reprezentanților comunismului, precum și cu obiecte din Al Doilea Război Mondial.
Impresionanta colecție de artă a lui Emmerich include o pictură cu Iisus Hristos purtând un tricou în stilul designerului de modă Katharine Hamnett în timpul crucificării, copii ale operelor lui Alison Jackson care prezintă sosii ale prințesei Diana făcând semne obscene și angajată în acte sexuale, o sculptură în ceară a Papei Ioan Paul al II-lea râzând în timp ce-și citește necrologul, și o imagine prelucrată în Photoshop care-l prezintă pe președintele iranian Mahmud Ahmadinejad într-o postură homoerotică. Emmerich, care a recunoscut că este homosexual și sprijină financiar politicile progresiste ale Statelor Unite, declară că decorațiunile și obiectele nu reprezintă însemne ale unor convingeri anume, ci mai curând reflectări ale predilecției sale pentru „arta cu tematică politică”.
Emmerich a pretins că a fost martorul unor scene de rasism când producătorii și executivii studiourilor s-au opus alegerii lui Will Smith pentru rolul principal din Ziua independenței și au acceptat cu rezerve prezentarea unui cuplu interrasial în Unde vei fi poimâine?. El a declarat că s-a confruntat și cu homofobia din partea acelorași grupuri, exprimându-și dezacordul față de asemenea comportamente. El a afirmat că, uneori, nu-i place să lucreze în industria filmelor, pe care o descrie ca fiind „o industrie foarte rece și brutală”, dar că explicația pentru faptul că regizează în continuare este aceea că îi place să facă filme.
În 2006, el a donat 150.000$ în cadrul unei campanii dedicate păstrării filmelor dedicate homosexualilor și lesbienelor. Făcută în timpul Outfestului, aceasta a constituit cea mai mare donație din istoria festivalului. În 2007, în numele comunității homosexualilor, lesbienelor, bisexualilor și transsexualilor, el a condus o strângere de fonduri la locuința sa din Los Angeles pentru candidatul Partidului Democrat, Hillary Clinton.
Emmerich susține campania cascadorilor de a primi distincții în cadrul premiilor Oscar și a luptat pentru creșterea conștientizării pericolului încălzirii globale. Cunoscut într-o vreme ca fumând până la patru pachete de țigări pe zi, Emmerich a inclus deseori în filmele sale personaje care încearcă să renunțe la fumat și/sau avertizează asupra pericolului reprezentat de tutun. Împreună cu alte câteva celebrități, el a produs The 1 Second Film, un proiect non-profit dedicat strângerii de fonduri pentru drepturile femeii în lumea a treia.

## Filmografie
În afara filmelor, Emmerich a mai realizat și produs serialul de televiziune The Visitor și, în 2001, a regizat o reclamă TV intitulată „Posibilități infinite” pentru DaimlerChrysler.
| An        | Titlu                    | Regizor | Producător | Scenarist | Observații                                             | Premii |
| --------- | ------------------------ | ------- | ---------- | --------- | ------------------------------------------------------ | --- |
| 1979      | Franzmann                | Da      |            | Da        |                                                        | |
| 1979      | Wilde Witwe              | Da      |            |           | Scurt-metraj                                           | |
| 1980      | Altosax                  |         |            | Da        | film de televiziune                                    | |
| 1984      | The Noah's Ark Principle | Da      | Da         | Da        | Creditat ca și co-producător                           | |
| 1985      | Joey                     | Da      |            | Da        | Creditat ca și co-producător                           | |
| 1987      | Hollywood-Monster        | Da      |            | Da        |                                                        | |
| 1990      | Moon 44                  | Da      | Da         | Da        | Creditat doar pentru idee, nu pentru scenariu          | |
| 1991      | Eye of the Storm         |         | Da         |           | Creditat ca producător executiv                        | |
| 1992      | Soldatul universal       | Da      |            |           |                                                        | |
| 1994      | The High Crusade         |         | Da         |           |                                                        | |
| 1994      | Stargate                 | Da      |            | Da        |                                                        | |
| 1996      | Ziua independenței       | Da      | Da         | Da        | Creditat ca producător executiv                        | Premiul People's Choice pentru filmul dramatic preferat Premiul Kids' Choice pentru filmul preferat Premiul Saturn pentru cel mai bun regizor Premiul Universe Reader's Choice pentru cel mai bun regizor Nominalizat la premiul Hugo pentru cea mai bună prezentare dramatică Nominalizat la premiul MTV pentru cel mai bun film Nominalizat la premiul Zmeura de Aur pentru cel mai prost film cu încasări de peste 100 de milioane de dolari |
| 1997–98   | The Visitor              |         | Da         | Da        | Serial de televiziune; creditat ca producător executiv | |
| 1998      | Godzilla                 | Da      | Da         | Da        | Creditat ca producător executiv                        | Premiul Zmeura de Aur pentru cel mai prost film dintr-o serie Nominalizat la premiul Zmeura de Aur pentru cel mai prost regizor Nominalizat la Zmeura de Aur pentru cel mai prost film Nominalizat la Zmeura de Aur pentru cel mai prost scenariu Nominalizat la premiul Saturn pentru cel mai bun regizor Nominalizat la premiul Saturn pentru cel mai bun film fantasy                                                                        |
| 1998–2000 | Godzilla: The Series     |         | Da         |           | Serial de televiziune; creditat ca producător executiv | |
| 1999      | The Thirteenth Floor     |         | Da         |           |                                                        | |
| 2000      | Patriotul                | Da      | Da         |           | Creditat ca producător executiv                        | |
| 2002      | Eight Legged Freaks      |         | Da         |           | Creditat ca producător executiv                        | |
| 2004      | Unde vei fi poimâine?    | Da      | Da         | Da        |                                                        | |
| 2007      | Trade                    |         | Da         |           |                                                        | |
| 2008      | 10,000 BC                | Da      | Da         | Da        |                                                        | |
| 2009      | 2012                     | Da      | Da         | Da        | Creditat ca producător executiv                        | Nominalizat la premiul Saturn pentru cel mai bun film de acțiune sau aventuri |
| 2011      | Anonymous                | Da      | Da         |           |                                                        | |
| 2011      | Hell                     |         | Da         |           | Creditat ca producător executiv                        | |
| 2012      | Dark Horse               | Da      | Da         | Da        | Serial de televiziune; creditat ca producător executiv | |
| 2013      | White House Down         | Da      | Da         |           |                                                        | |

## Primire din partea criticii
| An   | Film                  | Rotten Tomatoes | Metacritic |
| An   | Film                  | General         | General    |
| ---- | --------------------- | --------------- | ---------- |
| 1992 | Soldatul universal    | 20%             | 35/100     |
| 1994 | Stargate              | 48%             | 42/100     |
| 1996 | Ziua independenței    | 60%             | 59/100     |
| 1998 | Godzilla              | 25%             | 32/100     |
| 1999 | The Thirteenth Floor  | 27%             | 36/100     |
| 2000 | Patriotul             | 62%             | 63/100     |
| 2002 | Eight Legged Freaks   | 48%             | 53/100     |
| 2004 | Unde vei fi poimâine? | 45%             | 47/100     |
| 2007 | Trade                 | 29%             | 42/100     |
| 2008 | 10,000 BC             | 8%              | 34/100     |
| 2009 | 2012                  | 39%             | 49/100     |
| 2011 | Anonymous             | 47%             | 50/100     |
| 2013 | White House Down      | 50%             | 52/100     |